# Diocesi di Ardmore
La diocesi di Ardmore (in latino: Dioecesis Ardmorensis) è una sede soppressa e sede titolare della Chiesa cattolica. Per la sede titolare, immutato il latino, si usa la grafia Árd Mór.

## Territorio
Sede vescovile era Ardmore, nell'odierna contea di Waterford.

## Storia
La diocesi fu eretta nel V secolo da san Declano, consacrato vescovo da san Patrizio nel 448. Come tutte le antiche sedi irlandesi, anche Ardmore era una diocesi monastica, dove l'abate del monastero, non necessariamente ordinato vescovo, aveva la giurisdizione su Ardmore e sui monasteri affiliati. Probabilmente la sede di Ardmore era in competizione con la sede di Lismore.
Non è nominata fra le diocesi stabilite dal sinodo di Rathbreasail del 1111.
Con il sinodo di Kells del 1152 la sede di Ardmore fu soppressa e il suo territorio fu incorporato nella diocesi di Lismore. Tuttavia nella lista che il cardinal Paparoni redasse in preparazione del sinodo di Kells Ardmore era nominata come un monastero che rivendicava lo status di diocesi e nel seguito del XII secolo è ancora presente un vescovo di Ardmore. Si ritiene che i vescovi di Ardmore fossero sostenuti dai re di Déise. Quando il re di Déise Muirchertach Ua Bric fu condotto prigioniero a Lismore nel 1153, il regno passò nelle mani della famiglia rivale dei Uí Fáeláin: secondo un'altra ipotesi suffragata dai dati archeologici sarebbero stati loro i sostenitori dei vescovi di Ardmore.
Per l'ultima volta Ardmore è nominata fra le suffraganee dell'arcidiocesi di Cashel nel 1210.
Dal 1969 Ardmore è annoverata tra le sedi vescovili titolari della Chiesa cattolica con il nome di Árd Mór; dal 28 maggio 1997 il vescovo titolare è Raymond W. Field, già vescovo ausiliare di Dublino.

## Cronotassi

### Vescovi
- San Declano † (448 - ?)
- Sant'Ultan †
- Anonimo † (menzionato nel 1172)
- Eugenius † (prima del 1184 - dopo il 1185)

### Vescovi titolari
- James Holmes-Siedle, M.Afr. † (15 dicembre 1969 - 22 maggio 1995 deceduto)
- Raymond W. Field, dal 28 maggio 1997